# Le mie strade
Le mie strade è il terzo album di Gianni Togni, pubblicato nel 1981, per l'etichetta CGD.
Testi di Guido Morra, musiche, arrangiamenti e produzione di Gianni Togni

## Tracce
1. Ombre cinesi – 3:22
2. Voglio un po' di Amsterdam – 3:05
3. Avanspettacolo – 3:48
4. Ma perdio – 4:15
5. Notte di città – 3:52
6. Semplice – 4:16
7. Attimi – 4:05
8. Fred Astaire all'università – 3:39
9. Quartiere – 4:02
10. Carla – 3:56